# Zoophthorus ericeti
Zoophthorus ericeti är en stekelart som först beskrevs av Per Abraham Roman 1938.  Zoophthorus ericeti ingår i släktet Zoophthorus och familjen brokparasitsteklar. Inga underarter finns listade i Catalogue of Life.